# Form mail
Form mail è un'applicazione in CGI binario da inserire nella cartella cgi-bin del proprio server ed il relativo codice all'interno della pagina web da creare per permettere agli utenti del proprio sito o blog di comunicare attraverso il browser bypassando il client di posta.